# Sarah Jeong
Sarah Jeong (1988) é uma jornalista estadunidense especializada em direito da informática e outros tópicos relacionados à cibercultura. Jeong foi escritora sênior da The Verge e desde setembro de 2018 participa do conselho editorial do The New York Times. Antes ela foi  editora colaboradora da seção Motherboard da Vice. Ela é autora do livro The Internet of Garbage [en], um livro de não-ficção sobre assédio virtual.

## Início da vida
Jeong nasceu na Coréia do Sul e se mudou para Nova York com seus pais quando tinha três anos de idade. Seus pais eram estudantes quando emigraram para os Estados Unidos e ela era dependente deles. Durante o curso de graduação ela obteve um green card e depois a cidadania estadunidense em 2017.
Ela frequentou a Universidade da Califórnia em Berkeley e a Harvard Law School, onde ela foi editora do Harvard Journal of Law & Gender.

## Carreira
Jeong escreve sobre direito da informática, tecnologia e cibercultura. Ela é uma escritora sênior da The Verge e anteriormente atuou como editora colaboradora da Vice - Motherboard, tendo escrito  artigos para a Forbes, para o The Guardian e para o The New York Times. Entre 2014 e 2015 Jeong e a ativista da Electronic Frontier Foundation Parker Higgins publicaram um boletim eletrônico chamado "5 Useful Articles", sobre questões de propriedade intelectual e internet.
Em 2015, ela fez a cobertura do julgamento da Silk Road para a revista Forbes.  No final de 2015 ela foi convidada pela Universidade Yale para uma bolsa Poynter Fellowship in Journalism.
Também em 2015 Jeong publicou um livro, The Internet of Garbage [en], sobre assédio online e as respostas ao assédio pelos meios de comunicação e plataformas online. O livro discute como a moderação ativa e as estratégias de gerenciamento de comunidades  podem melhorar as interações on-line.
Em janeiro de 2016 Jeong postou um tweet criticando o comportamento online de um grupo de apoiadores [en] do senador Bernie Sanders em relação às mulheres e apoiadores do movimento Black Lives Matter. Uma campanha de assédio contra Jeong durou várias semanas e incluiu ameças de violência sexual. Por isso ela tornou sua conta do Twitter privada e fez um afastamento não remunerado de seu trabalho na Motherboard.
Em 2017 a Forbes incluiu Jeong na sua lista "30 Under 30 [en]".
Em agosto de 2018, Jeong foi convidada pelo The New York Times para compor seu comitê editorial como escritora líder sobre tecnologia, a partir de setembro. O convite provocou uma forte reação negativa nas mídias conservadoras, que destacaram os tweets sobre pessoas branca que Jeong tinha postado principalmente em 2013 e 2014. Os críticos caracterizaram os tweets dela como sendo racistas. Jeong pediu desculpas pelos comentários dolorosos, que ela disse ter feito com o objetivo de satirizar o assédio online sendo ela mesma uma mulher de cor. O NY Times declarou que revisou o histórico das mídias sociais dela antes de convidá-la, e que não condenava as postagens. Os editores da The Verge defenderam Jeong, dizendo que os tweets foram desastradamente retirados de seu contexto e comparou o episódio ao assédio de mulheres que ocorreu durante a controvérsia do Gamergate.